# Бралу
Бралу (фр. Braslou) је насељено место у Француској у региону Центар, у департману Ендр и Лоара.
По подацима из 2011. године у општини је живело 304 становника, а густина насељености је износила 19,25 становника/km².

## Демографија
| 1962. | 1968. | 1975. | 1982. | 1990. | 2011. |
| ----- | ----- | ----- | ----- | ----- | ----- |
| 471   | 438   | 397   | 360   | 367   | 304   |